# ستروم ثورموند

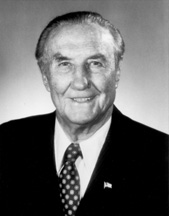
جيمس ستروم ثورموند

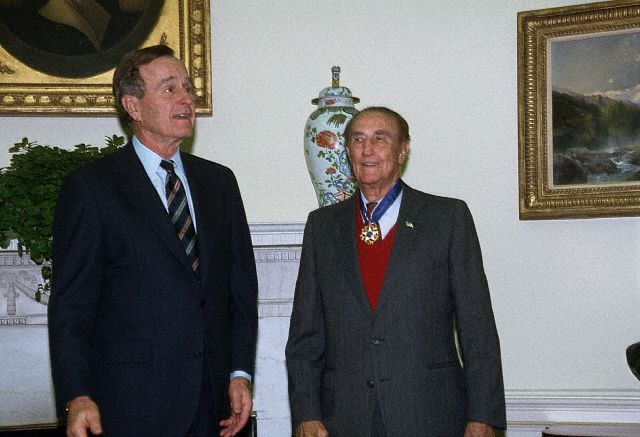
جيمس ستروم ثورموند مع الرئيس الأمريكي جورج بوش الاب

جيمس ستروم ثورموند (بالإنجليزية James Strom Thurmond) وهو سياسي أمريكي ولد جيمس ستروم ثورموند في 5 كانون الاول - ديسمبر من سنة 1902 في ولاية كارولينا الجنوبية شغل ثورموند منصب حاكم على ولاية كارولينا الجنوبية ممثلا عن الحزب الديمقراطي ما بين عامي 1947 إلى عام 1951.
كان جيمس ستروم ثورموند عضوا في الحزب الجمهوري ما بين عامي 1954 إلى عام 2003. خلال مشواره السياسي شغل ثورموند عدة مناصب منها الرئيس المؤقت لمجلس الشيوخ الأمريكي ورئيس لجنة الشؤون القضائية في مجلس الشيوخ من عام 1981 إلى عام 1987 ورئيس لجنة القوات المسلحة في مجلس الشيوخ من عام 1995 إلى عام 1999 ولرئيس المؤقت لمجلس الشيوخ الأمريكي ما بين عامي 1995 إلى 3 يناير من عام 2001.ورئيس المؤقت لمجلس الشيوخ الأمريكي ما بين 20 يناير من عام 2001 إلى 6 سونسو من نفس العام. توفي جيمس ستروم ثورموند في 26 حزيران - يونيو من سنة 2003 في ولاية كارولينا الجنوبية.

## روابط خارجية
- ستروم ثورموند على موقع IMDb (الإنجليزية)
- ستروم ثورموند على موقع الموسوعة البريطانية (الإنجليزية)
- ستروم ثورموند على موقع إن إن دي بي (الإنجليزية)